# (21588) Gianelli
(21588) Gianelli (1998 SK157) – planetoida z pasa głównego asteroid okrążająca Słońce w ciągu 5,43 lat w średniej odległości 3,09 j.a. Odkryta 26 września 1998 roku.